# Home Nations Championship 1886
Home Nations Championship 1886 – czwarta edycja Home Nations Championship, mistrzostw Wysp Brytyjskich w rugby union, rozegrana pomiędzy 2 stycznia a 13 marca 1886 roku. Tytułu zdobytego w 1885 roku bronili Anglicy, jednak po remisie ze Szkotami musieli podzielić się z nimi pierwszym miejscem.
Podobnie jak rok wcześniej Walia i Irlandia odmówiły rozegrania meczu między sobą.
Zgodnie z ówczesnymi zasadami punktowania, zwycięzcą meczu była drużyna z większą liczbą goli. Przy jednakowej liczbie goli zwyciężał natomiast zespół, który zdobył więcej przyłożeń.

## Mecze
| 2 stycznia 1886 | Anglia                                      | 1G, 2P – 1G, 1P | Walia                          | Rectory Field, Blackheath Widzów: 6 000 Sędzia: Frank Moore |
| 2 stycznia 1886 | Punkty: Wade (P) Wilkinson (P) Stoddart (G) | Relacja         | Punkty: Stadden (P) Taylor (G) | Rectory Field, Blackheath Widzów: 6 000 Sędzia: Frank Moore |

| 9 stycznia 1886 | Walia | 0G – 2G | Szkocja                                            | Cardiff Arms Park, Cardiff Sędzia: Frank Moore |
| 9 stycznia 1886 |       | Relacja | Punkty: Clay (P) Tod (P) Wauchope (P) Maclagan (G) | Cardiff Arms Park, Cardiff Sędzia: Frank Moore |

| 6 lutego 1886 | Irlandia | 0G, 0P – 0G, 1P | Anglia                | Lansdowne Road, Dublin Sędzia: Richard Mullock |
| 6 lutego 1886 |          | Relacja         | Punkty: Wilkinson (P) | Lansdowne Road, Dublin Sędzia: Richard Mullock |

| 20 lutego 1886 | Szkocja                                                              | 4G – 0G | Irlandia | Raeburn Place, Edynburg Sędzia: George Rowland Hill |
| 20 lutego 1886 | Punkty: McFarlan (P, 3G) Morrison (2P) Wauchope (2P) Grant-Asher (G) | Relacja |          | Raeburn Place, Edynburg Sędzia: George Rowland Hill |

| 13 marca 1886 | Szkocja | 0G – 0G | Anglia | Raeburn Place, Edynburg Sędzia: Herbert Cook |
| 13 marca 1886 | Relacja |         |        | Raeburn Place, Edynburg Sędzia: Herbert Cook |